# Nautilus repertus
Espèce
Synonymes
- voir paragraphe #Synonymes

Nautilus repertus est une espèce de mollusques céphalopodes marins de la famille des Nautilidae.

## Synonymes
- Nautilus alumnus Iredale, 1944[1]
- Nautilus ambiguus Sowerby, 1849[1]
- Nautilus pompilius marginalis Willey, 1896[1]
- Nautilus pompilius moretoni Willey, 1896[1]
- Nautilus pompilius perforatus Willey, 1896[1]
- Nautilus pompilius pompilius Linnaeus, 1758 (préféré par BioLib)[1]
- Nautilus repertus Iredale, 1944[1]

## Anatomie
L'animal possède une coquille. C'est une structure externe dure et spiralée, composée d'aragonite, et divisée en chambres reliées par un canal, le siphon. Son rôle est à la fois structurel, protecteur et organe de flottaison. En effet, les chambres précédemment décrites sont remplies d'un mélange de gaz et de liquide qui fonctionne à l'image d'un ballast de sous-marin. Le reste des organes se situe dans la dernière chambre.
C'est un mollusque avec des tentacules qui entourent son bec, une cavité palléale, sorte de chambre ouverte sur l'extérieur, qui joue le rôle de rein, poumon et organe de locomotion, par éjection rythmique de l'eau en dehors de la dite cavité.

## Répartition
Son aire de répartition est assez restreinte et se cantonne aux littoraux des Philippines et à ceux du nord de l'Australie.

## Taxonomie
Pour le World Register of Marine Species le statut de cette espèce est controversé (nomen dubium).